# Thanh Tân, Mỏ Cày Bắc
Thanh Tân là một xã thuộc huyện Mỏ Cày Bắc, tỉnh Bến Tre, Việt Nam.

## Địa lý
Xã Thanh Tân nằm toàn bộ trên cù lao Thanh Tân, có vị trí địa lý:
- Phía đông giáp thành phố Bến Tre
- Phía tây giáp xã Thạnh Ngãi
- Phía nam giáp xã Tân Thành Bình qua sông Cái Cấm
- Phía bắc giáp sông Hàm Luông.

Xã Thanh Tân có diện tích 20,24 km², dân số năm 1999 là 11.051 người, mật độ dân số đạt 546 người/km².

## Giao thông
Quốc lộ 60 chạy qua địa bàn xã nối với thành phố Bến Tre qua cầu Hàm Luông và với xã Tân Thành Bình qua cầu Cái Cấm mới và cũ. Bến phà Hàm Luông trước đây thuộc địa bàn xã, nay đã ngừng hoạt động.

## Kinh tế
Khu công nghiệp Thanh Tân được quy hoạch với diện tích 200ha và đang kiên gọi đầu tư cơ sở hạ tầng. Dự án khu du lịch sinh thái Cồn Nổi cũng đã được quy hoạch tại xã với diện tích 30 ha.